# Martine de Rabaudy
Martine de Rabaudy (née en 1946 au Vesinet) est journaliste et une essayiste française. 

## Biographie
Elle dirige les pages culturelles de L'Express et travaille pour Le Masque et la Plume et le magazine ELLE. 

## Articles
- Martine de Rabaudy, « Odile Jacob : la belle des Nobel », L’Express, Paris, vol. 2325,‎ janvier 1996, p. 112